# Pretoro
Pretoro község (comune) Olaszország Abruzzo régiójában, Chieti megyében.

## Fekvése
A Maiella keleti oldalán, a megye nyugati részén fekszik. Határai: Fara Filiorum Petri, Lettomanoppello, Pennapiedimonte, Rapino, Roccamontepiano, Roccamorice és Serramonacesca.

## Története
Noha már római kori régészeti leletek is előkerültek a területéről, első írásos említése a 12. századból származik. Neve valószínűleg a preta szóból ered, melynek jelentése sziklás, utalva ezzel fekvésére. A következő századokban nemesi birtok volt. Önállóságát a 19. század elején nyerte el, amikor a Nápolyi Királyságban felszámolták a feudalizmust.

## Népessége
A népesség számának alakulása:

## Főbb látnivalói
- a 13. századi Madonna della Mazza-szentély
- a 16. századi San Nicola-templom